# Bellini (coquetel)
Bellini é um coquetel feito com 100 mililitros de suco de pêssego e 50 mililitros de espumante (originalmente, o espumante sempre era do tipo prosecco).

## História
O drinque foi inventado por Giuseppe Cipriani em 1945 no Harry's Bar de Veneza, mas só ganhou o nome "bellini" em 1948, em homenagem aos pintores venezianos Jacopo Bellini (1396-1470) e Giovanni Bellini (1430-1516), que eram pai e filho. Tem, entre seus apreciadores famosos, Charles Chaplin, Orson Welles, Ernest Hemingway, Arturo Toscanini, Winston Churchill, Somerset Maugham, Marcello Mastroianni, Humphrey Bogart, Lauren Bacall, Truman Capote e Pablo Picasso.

## Descrição
É muito refrescante, sendo uma bebida ideal para o verão. Hoje, está presente em bares do mundo todo. 

## Ligações Externas
- Livro de Receitas Wikibook